# Heinrich Schmidt
Heinrich Schmidt var en snickarmästare och bildhuggare verksam i slutet av 1600-talet.
Schmidt finns omnämnd som mästare i 1671 års förteckning över hantverkare i Stockholm. När man på 1690-talet planerade att utföra ett nytt altare till Katarina kyrka i Stockholm levererade han ett utkast som 1701 underställdes Tessin, som gillade alltsammans med undantag av att man istället för Kristi lidande borde visa de 12 Herrans Apostlar. Efter att Schmidt omarbetat sitt förslag godkände Tessin ritningen och altaret uppfördes och stod klart 1705. Vid branden 1723 förstördes altaret och eftersom inga skisser eller avbildningar finns bevarade är dess utseende inte känt.